# رق عنابي (كاهشنغ)
رق عنابي (بالإنجليزية: Roqq-e Annabi)‏ هي مستوطنة تقع في إيران في قسم كاهشنغ الريفي. يقدر عدد سكانها بـ 80 نسمة .